# ناتالی کاگلین
ناتالی کاگلن (به انگلیسی: Natalie Coughlin) ورزشکار زن رشتهٔ شنا اهل کشور ایالات متحده آمریکا است. وی در بین سال‌های ‎۲۰۰۴ تا ۲۰۱۲ میلادی در مسابقات بازی‌های المپیک تابستانی در مجموع ۱۲ مدال، شامل ۳ مدال طلا و ۴ نقره و ۵ برنز را کسب کرد.